# SBU (航空機)

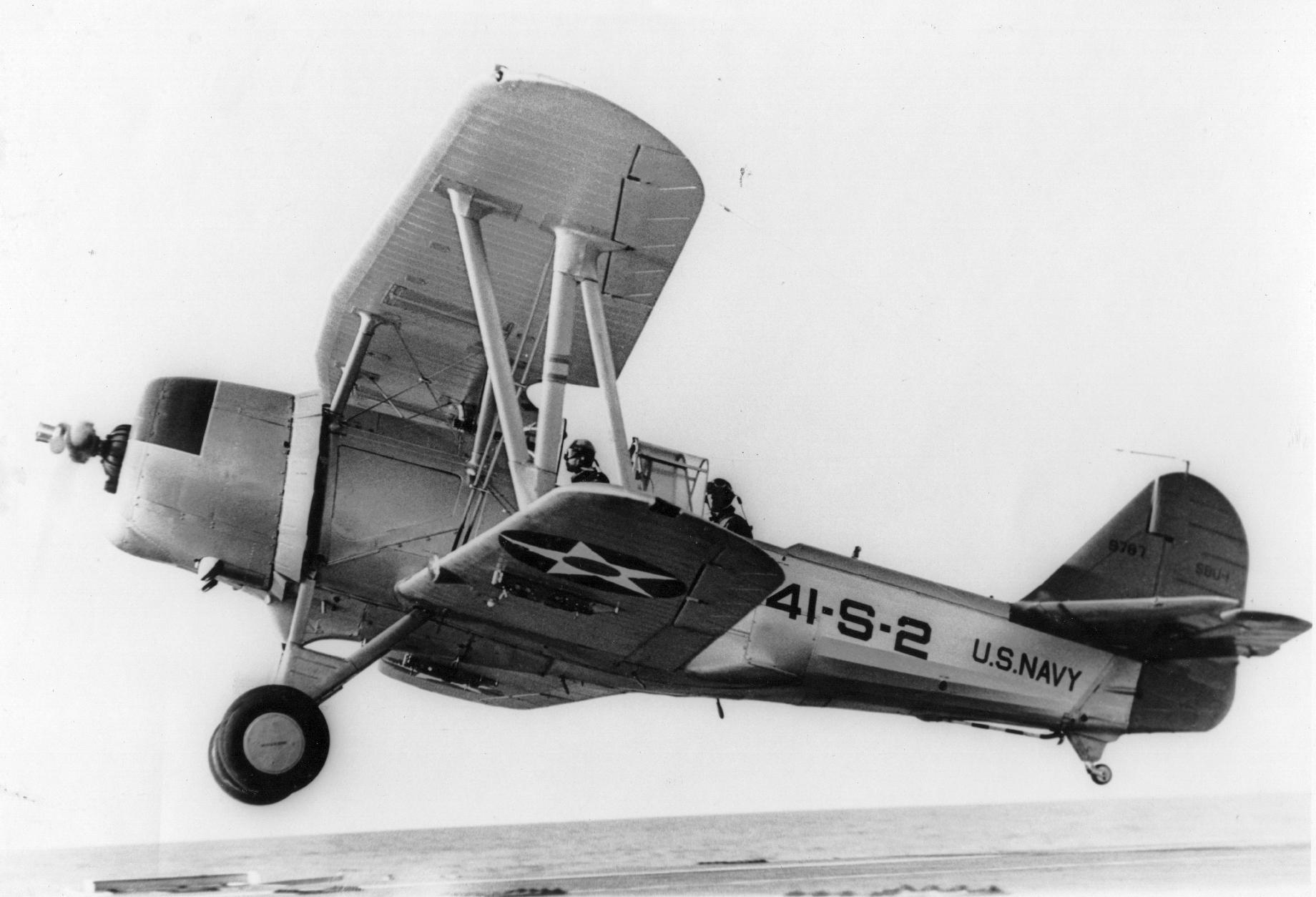
離陸しているSBU-1

ヴォートSBU-1コルセアは、ヴォート社によってアメリカ海軍向けに製造された、複座の全金属製複葉急降下爆撃機。設計は、アメリカ海軍によって複座戦闘機の必要性が薄れたことによって放棄されたF3U-1を元に作られた。
レシプロ戦闘機のF4Uコルセア、ジェット攻撃機のA-7コルセアIIなどがあるがいずれは3代目、4代目であり、初代のO2Uを挟んでSBU-1は2代目である。

## 設計・開発

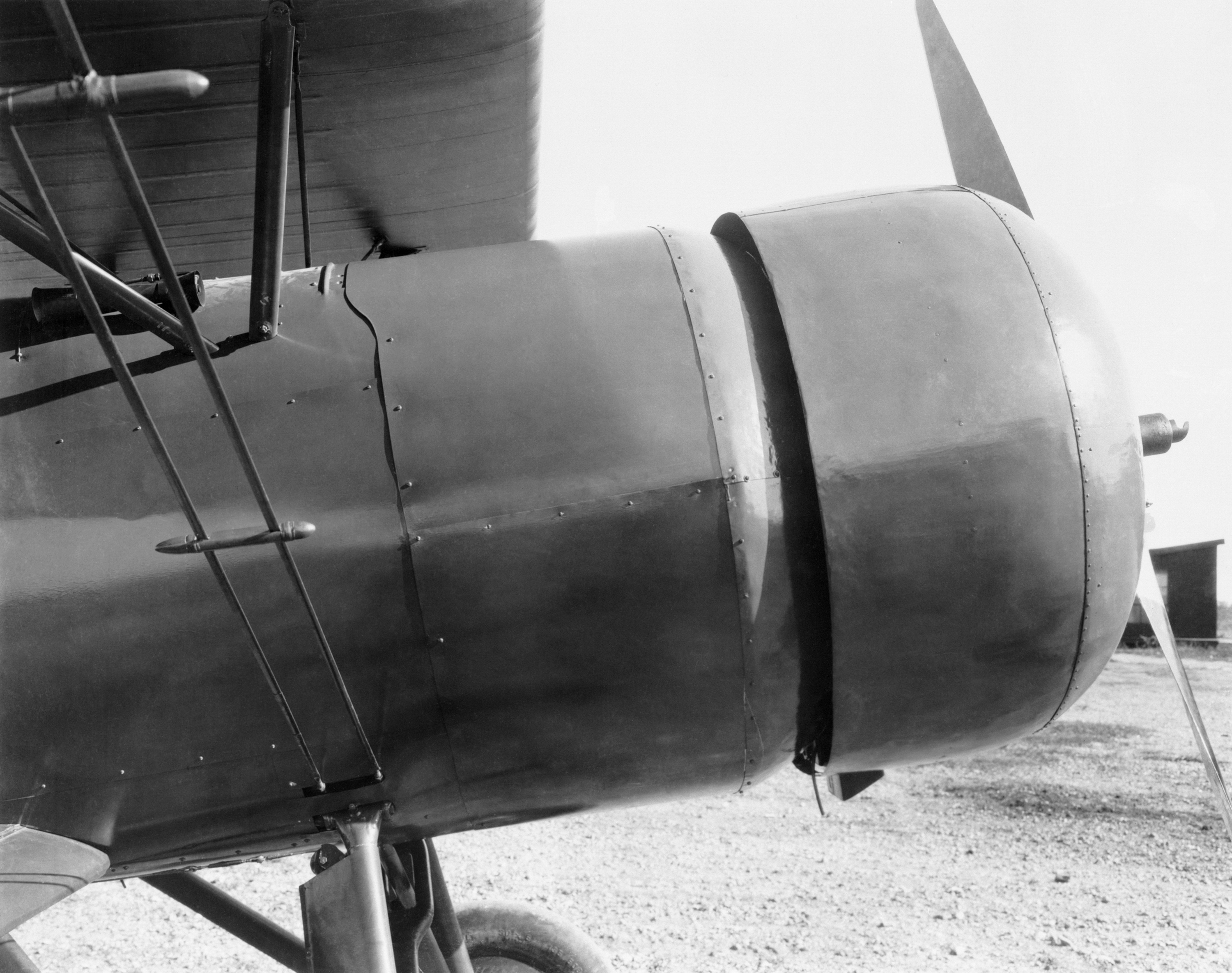
NACAカウルの例

SBU-1は密閉コックピットと固定着陸装置を備え、F3U-1と同様にプラット・アンド・ホイットニーR-1535ラジアル空冷エンジンを搭載していたが、制御可能なプロペラピッチとカウルの後縁に調整可能なカウルギルを備えた新しいNACAカウルも含まれ、エンジンはより高性能になっていた。調整可能なカウルギルにより、エンジン上の冷却空気の流れをより適切に制御できるようになった。
SBU-1は1934 年に飛行試験を完了し、1935 年1月に締結された契約に基づいて生産に入った。コルセアは、このタイプの航空機、偵察爆撃機としては初めて時速200マイル(約322km/h)以上の速度で飛行した。1941年に実戦配備から退いた後、練習機として再配属された。

## 派生型
XF3U-1

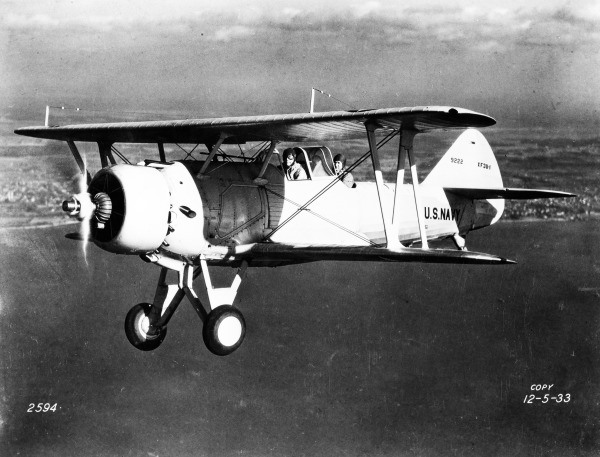
飛行中のXF3U-1、複座なのが確認できる

700馬力のR-1535-64 エンジンを搭載したF3U-1の試作機。
XSBU-1
XF3U-1に700馬力のR-1535-96エンジンを搭載し、SBU-1のプロトタイプに改造され、後にエンジンのテストベッドとして使用された。
SBU-1
初期型。750馬力のR-1535-82エンジンを搭載、生産数は84機
SBU-2

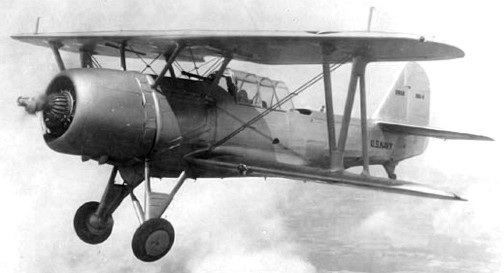
飛行中のSBU-2

R-1535-98 エンジンを搭載、生産数は40機。
モデル V.142A
アルゼンチン向けの輸出バージョン。

## 仕様・性能

### 仕様（SBU-1）
- 乗員: 2名(パイロット、航海士兼機銃手)
- 長さ: 27フィート10インチ (8.49m)
- 翼幅: 36フィート3インチ (10.14m)
- 高さ: 11フィート11インチ (3.63m)
- 翼面積: 327平方フィート (30.4㎡)
- 空虚重量: 3,645ポンド (1,659kg)
- 最大離陸重量: 5,520ポンド (2,509kg)
- エンジン: Pratt & Whitney R-1535-80 Twin Wasp Junior 14気筒2列空冷星形エンジン、700馬力(522kW) × 1

### 性能（SBU-1）
- 最高速度: 8,900フィート(2,700m)で178kn (205mph、330km/h)
- 巡航速度: 106kn (122mph、196km/h)
- 飛行可能距離: 477nmi (548マイル、882km)
- 最高高度: 23,700フィート (10,800m)
- 上昇速度: 1,180フィート/分 (6.0 m/秒)

### 武装

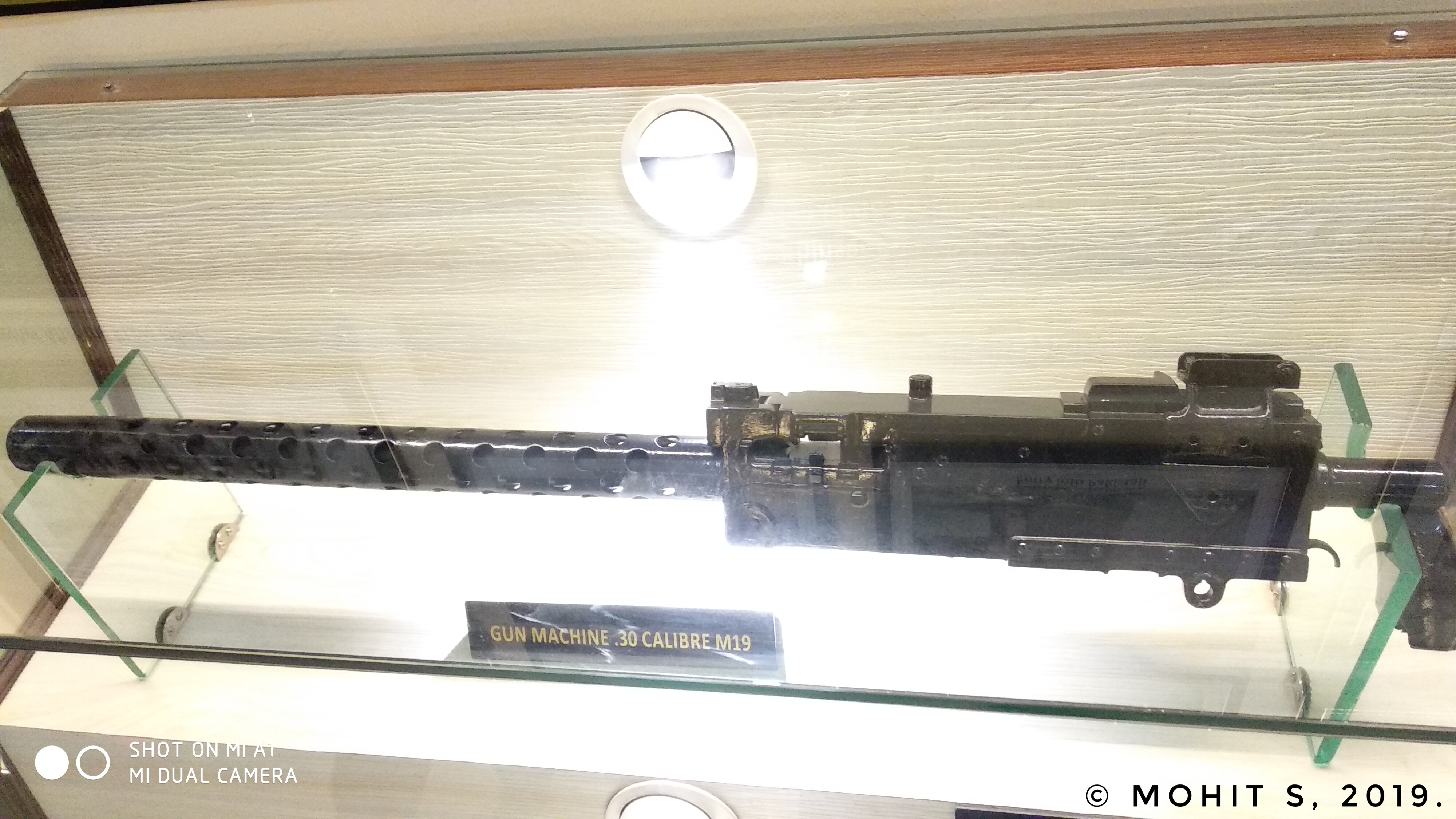
ブローニングM1919

- ブローニングM1919銃: 固定武装一基 (ブローニングM1919重機関銃) 銃座一基 (ブローニングM1919重機関銃)
- 爆装: 500ポンド (227kg) AN-M64爆弾 1発